# Der Zauberlehrling (Dukas)
Der Zauberlehrling, das bekannteste Werk des Komponisten Paul Dukas, ist die Vertonung der gleichnamigen Ballade von Johann Wolfgang von Goethe. Dieses 1897 unter dem Titel L’Apprenti sorcier entstandene Orchesterwerk gehört zum Genre der Programmmusik. Es ist eine musikalische Aufbereitung der Geschichte des Zauberlehrlings, der unerlaubt einen Besen verzaubert, damit dieser Wasser zum Auffüllen eines Badezubers für den Meister holt.

## Musik (mit Bezug zur Ballade)
Die Musik beginnt mit einer gespannten Atmosphäre: Der Meister ist weg und der Zauberlehrling ist hin- und hergerissen von der Idee, sich selbst im Zaubern zu versuchen. Schließlich kann er der Versuchung nicht mehr widerstehen. Das erste durch die Trompete präsentierte Motiv ist der Zauberspruch.

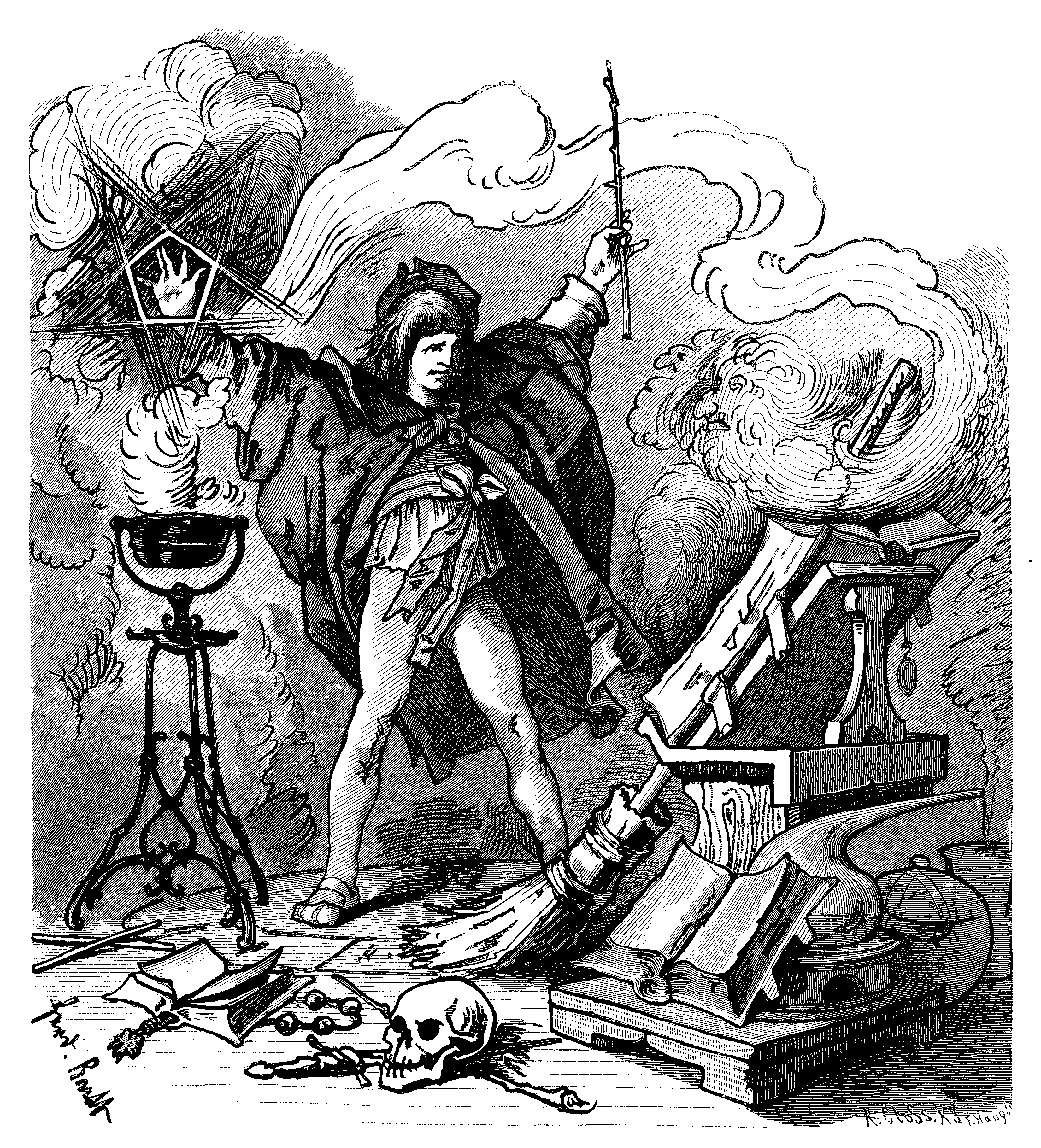
Illustration von F. Barth um 1882

Auf den Zauberspruch hin erhebt sich eine vom Fagott intonierte Melodie: Es ist der Besen, der erst einige Schritte übt, bevor er sich in unaufhaltsamem Tempo mit den Eimern bewaffnet auf den Weg macht. Das den Besen charakterisierende Motiv, das melodisch wie rhythmisch sehr einprägsam ist (der Besen scheint ein wenig zu hüpfen), wird später von anderen Instrumenten aufgegriffen und durchzieht unermüdlich das ganze Stück. Das Ergießen des Wassers in die Wanne wird durch das übrige Orchester, vornehmlich durch die Streichinstrumente, hörbar gemacht, ebenso das Anschwellen des Wassers in der Stube, nachdem die Wanne gefüllt ist.
Inmitten des Stücks – das von dem rastlos arbeitenden Besen gebrachte Wasser ist schon im ganzen Zimmer verteilt – ist das Motiv des Zauberlehrlings wieder zu vernehmen. Allerdings kommt es stark verkürzt, denn der Zauberlehrling hat den Spruch vergessen und versucht ihn nun in mehreren Tonarten, darum bemüht, das Geschehen aufzuhalten. Doch nach jedem falschen Spruch ergießt sich ein neuer Schwall Wasser in den Raum. Daraufhin erreicht die Musik einen Höhepunkt, denn in seiner Verzweiflung wirft sich der Zauberlehrling mit der Axt auf den Besen und zwei krachende „Schläge“ bereiten dem Treiben zunächst ein Ende.
Doch nach einer kurzen Pause erklingt das Kontrafagott langsam mit einzelnen Noten des Besen-Motivs. Es scheint, als mühe sich der gespaltene Besen, wieder auf die Beine zu kommen. Bald tritt die Bassklarinette hinzu und vollzieht die gleiche musikalische Bewegung im Abstand einer Dezime. Es ist die zweite Hälfte des Besens, die zu eigenem Leben findet. Erneut setzt das Motiv des Besens ein, intoniert durch die drei Fagotte – der Besen ist wieder unterwegs. Wenige Augenblicke später wird dasselbe Motiv eine Quinte höher von den Klarinetten und der Bassklarinette gespielt: der zweite Besen! Es scheint, als habe sich dieser nur abschauen müssen, welche Aufgabe es zu verrichten gilt, und tut es nun dem ersten gleich. So sind es nun zwei Besen, die unermüdlich rennen, um weiter Wasser zu bringen. Die Musik schwillt immer mehr an, um auf einem weiteren Höhepunkt abrupt zu enden; alles sinkt in sich zusammen. Der Meister ist heimgekehrt und hat das Chaos beendet. Der Zauberlehrling ist zerknirscht, aber sein Meister belässt es bei ruhig vorgetragenen Ermahnungen (Schlusspassage vor den vier Schlussakkorden).

## Verwendung im Film
Hohen Bekanntheitsgrad erlangte Dukas’ Vertonung des „Zauberlehrlings“ durch den von Walt Disney 1940 produzierten Film „Fantasia“. Micky Maus spielt den Zauberlehrling, der zu Dukas’ Musik gegen Besen und Wasser ankämpft.

## Besetzung
1 Piccolo, 2 gr. Flöten, 2 Oboen, 2 Klarinetten (B), Bassklarinette (B), 3 Fagotte, 1 Kontrafagott – 4 Hörner (F), 2 Trompeten (C), 2 Kornette (B), 3 Posaunen – Pauken, Glockenspiel (ersatzweise: Celesta), Triangel, Gr. Trommel, Becken – 1 Harfe – Streicher